# Rallus semiplumbeus
Rallus semiplumbeus е вид птица от семейство Rallidae. Видът е застрашен от изчезване.

## Разпространение
Видът е разпространен в Колумбия.